# Sollentuna kommun
För andra betydelser, se Sollentuna.
Sollentuna kommun uttal (fil) är en kommun i Stockholms län med Sollentuna centrum i kommundelen Tureberg som centralort. Sedan 2015 ingår större delen av bebyggelsen i kommunen i tätorten Upplands Väsby och Sollentuna, dock så ingår Sjöberg i tätorten Stockholm.
Kommunen är belägen på ett sprickdalslandskap som karaktäriseras av barrskogsklädda höjder och uppodlade lerslätter eller sjöar i sänkorna. Knappt 40 procent av landytan utgjordes av bebyggelse 2020. 
Det lokala näringslivet dominerades I början av 2020-talet av den offentliga sektorn och av tjänsteföretag. Områdets geografiska läge i Storstockholm medförde dock att majoriteten av de yrkesverksamma pendlade ut ur kommunen. 
Sedan kommunen bildades 1971 har befolkningstillväxt varit kraftig. Sedan åtminstone 2010 har borgerliga partier styrt kommunen.

## Administrativ historik
Kommunens område motsvarar huvuddelen av Sollentuna socken och en mindre del av Spånga socken där Sollentuna och Spånga landskommuner bildades vid kommunreformen 1862.
Norrvikens municipalsamhälle inrättades 13 december 1929 och upplöstes 1944 när hela Sollentuna landskommun ombildades till Sollentuna köping. Spånga landskommun införlivades 1949 i Stockholms stad.
Kommunreformen 1952 påverkade inte indelningarna i området. Området Björkliden (Kallhälls villastad) överfördes 1955 till Järfälla landskommun.
Sollentuna kommun bildades vid kommunreformen 1971 genom en ombildning av Sollentuna köping. Hansta överfördes 1980 till Stockholms kommun. Mindre gränsjusteringar har även skett som västligaste delen av Silverdal som tillförts kommunen från Stockholms kommun.
Kommunen ingick från bildandet till 1976 i Sollentuna och Färentuna domsaga, från 1977 till 2007 i Sollentuna domsaga och kommunen ingår sedan 2007 i Attunda domsaga.

## Geografi
Kommunen är belägen i de södra delarna av landskapet Uppland och gränsar i norr till Upplands Väsby kommun, i nordöst till Täby kommun, i öster till Danderyds kommun, i söder till Solna kommun och Sundbybergs kommun, i sydväst till Stockholms kommun och i väster till Järfälla kommun, alla i Stockholms län. Edsviken som är en vik i Östersjön sträcker sig in i kommunen.

### Topografi och hydrografi

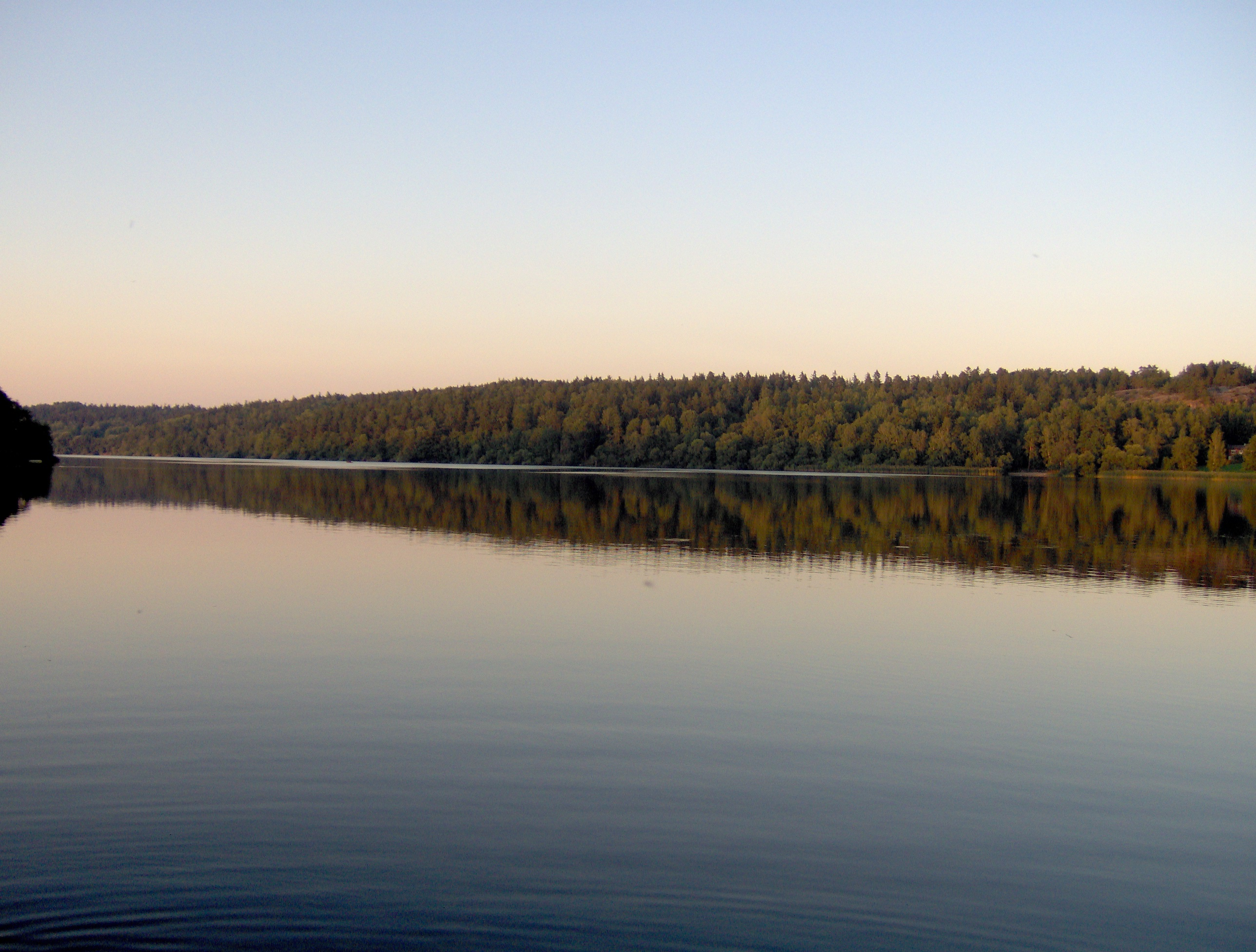
Norrviken.

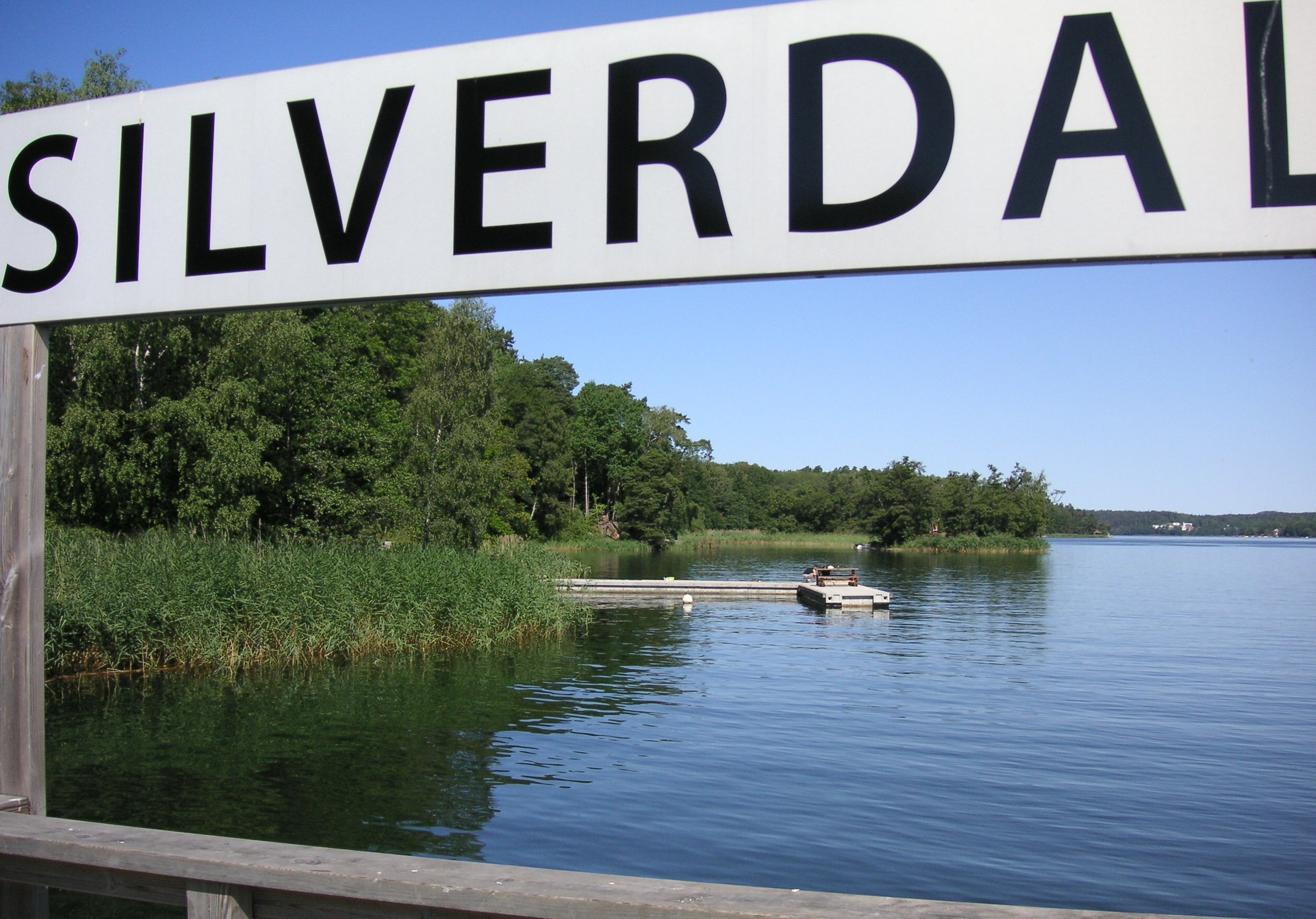
Edsviken.

Kommunen är belägen på ett sprickdalslandskap som karaktäriseras av barrskogsklädda höjder och uppodlade lerslätter eller sjöar i sänkorna. Som exempel kan nämnas att flera av kommunens sjöar, däribland Ravalen och Norrviken, samt havsviken Edsviken, ligger i de sprickdalar som löper i nord–sydlig riktning. 
Sollentuna centrum ligger på Stockholmsåsen, en rullstensås som löper i nord–sydlig riktning. Kommunens nordvästra del ligger inom det naturskyddade Järvafältet.
Nedan presenteras andelen av den totala ytan 2020 i kommunen jämfört med riket.
|  | Bebyggelse (39,7 %) |

|  | Skog (31,4 %) |

|  | Öppen myrmark (1,1 %) |

|  | Jordbruksmark (4,8 %) |

|  | Övrig mark (23,1 %) |

|  | Bebyggelse (3,1 %) |

|  | Skog (68,0 %) |

|  | Öppen myrmark (7,2 %) |

|  | Jordbruksmark (7,4 %) |

|  | Övrig mark (14,3 %) |

### Naturskydd
År 2023 fanns fyra naturreservat i Sollentuna kommun:
- Rösjöskogen
- Södra Törnskogen
- Tegelhagsskogen
- Östra Järvafältet

Östra Järvafältet blev skyddat som naturreservat 1979 och består av 1 016 hektar varav 985 hektar är landyta. I reservatet ryms blandskog, odlingslandskap och sjö. Dessutom är området en kulturmiljö med gårdar från yngre järnåldern och fornlämningar i form av järnåldersgravfält och fornborgar.

### Administrativ indelning

#### För befolkningsrapportering
Fram till 2016 var kommunen för befolkningsrapportering indelad i ett enda område, Sollentuna församling.
Från 2016 indelas kommunen i ett enda distrikt, Sollentuna distrikt

#### Kommundelar

Sollentunas tio kommundelar.

Kommundelarnas befolkning 2020: Rotebro 8 927, Viby 5 752, Norrviken 3 352, Vaxmora 2 646, Häggvik 5 527, Edsberg 11 770, Tureberg 18 901, Sjöberg 4 636, Helenelund 12 325 och Järvafältet 154. Totalt 73 990 invånare.

### Tätorter
Huvuddelen av tätbebyggelsen i Sollentuna kommun räknas som tillhörande tätorten Sollentuna och Upplands Väsby som 2015 utbröts ur tätorten Stockholm, vari ännu delar av kommunens byggnader ingår. Eftersom gränsen till Täby kommun går något öster om Rösjön räknas dessutom ett område till tätorten Täby. Fram till och med 1995 var delar av Sollentuna kommun en egen tätort som 1990 hade 47 835 invånare på en yta av 2 257 ha. Tätorten Sollentuna inkluderade sedan 1970 de tidigare tätorterna Rotebro och Viby. Tätorten Sollentuna blev del av tätorten Stockholm 1995.

### Postadress
Postorten Sollentuna med postnummer i serierna 191 XX och 192 XX  omfattar hela kommunen, med vissa mindre undantag:
- Området öster om Rösjön ingår i postorten Täby (postnummer 187 43)
- Ett mindre område väster om E4an ingår i postorten Kista (postnummer 164 74)

## Styre och politik

### Styre
Mandatperioden 2010–2014 styrdes kommunen av en borgerlig koalition bestående av Moderaterna, Folkpartiet och Kristdemokraterna. Tillsammans samlade partierna 35 av 61 mandat i kommunfullmäktige.
I början av mandatperioden 2014–2018 styrde allianspartierna kommunen, men under 2014 uteslöts Centerpartiet från samarbetet på grund av "interna samarbetsproblem". Därefter fortsatte de återstående allianspartierna – Moderaterna, Folkpartiet och Kristdemokraterna – att styra kommunen. Efter valet 2018 tappade dock partierna den egna majoriteten och Centerpartiet blev återigen en del av den styrande koalitionen. Samma koalition fortsatte styra kommunen även mandatperioden 2022–2026.

### Kommunalråd
Det finns totalt åtta kommunalråd, varav fem tillhör majoriteten och tre tillhör oppositionen (och tituleras som oppositionsråd).
| Kommunalråd    | Kommunalråd          |
| -------------- | -------------------- |
| M              | Henrik Thunes        |
| L              | Anna Lena Johansson  |
| C              | Jonas Riedel         |
| KD             | Thomas Nyman         |
| M              | Soley Aksöz Lithborn |
| Oppositionsråd |                      |
| S              | Anton Lindgren       |
| S              | Swapna Sharma        |
| MP             | Peter Godlund        |

### Kommunfullmäktige

#### Presidium
| Presidium 2022–2026 | Presidium 2022–2026 | Presidium 2022–2026 |
| ------------------- | ------------------- | ------------------- |
| Ordförande          | M                   | Bo Halbert          |
| 1:e vice ordförande | C                   | Oscar Berggren      |
| 2:e vice ordförande | S                   | Richard Meyer       |

#### Mandatfördelning 1970–2022
Kommunfullmäktige består av 61 ledamöter samt 34 ersättare.
|  | 20 | 8 | 13 | 8 |

| 40 | 11 |

|  | 17 | 5 | 11 | 6 | 10 |

| 37 | 14 |

|  | 16 | 8 | 8 | 6 | 11 |

| 36 | 15 |

|  | 15 | 6 | 6 | 6 | 16 |

| 27 | 24 |

|  | 18 | 4 | 6 |  | 19 |

| 29 | 22 |

|  | 16 |  | 4 |  | 7 | 18 |

| 30 | 21 |

|  | 19 | 3 | 6 | 3 | 8 |  | 19 |

| 37 | 24 |

|  | 16 |  |  | 6 |  | 7 | 4 | 20 |

| 31 | 30 |

|  | 19 | 3 | 6 | 3 | 6 |  | 20 |

| 31 | 30 |

| 4 | 15 |  | 4 |  | 5 | 5 | 24 |

| 31 | 30 |

| 3 | 16 |  | 4 |  | 11 | 4 | 19 |

| 34 | 27 |

|  | 13 |  | 5 |  | 7 | 4 | 26 |

| 35 | 26 |

|  | 11 | 4 |  | 6 |  | 7 |  | 26 |

| 30 | 31 |

|  | 12 | 5 | 3 | 4 | 3 | 6 | 4 | 22 |

| 34 | 27 |

| 4 | 13 | 3 | 5 |  | 4 | 6 | 5 | 19 |

| 36 | 25 |

| 4 | 17 | 3 | 5 | 5 | 5 | 3 | 19 |

| 36 | 25 |

### Nämnder

#### Kommunstyrelse
Kommunstyrelsen består av 15 ledamöter och lika många ersättare.
Moderaterna har tre ledamöter. Socialdemokraterna har fyra ledamöter. Liberalerna samt Centerpartiet har två ledamöter vardera. Kristdemokraterna, Miljöpartiet, Vänsterpartiet och Sverigedemokraterna har en ledamot var. Kommunstyrelsens ordförande är sedan 31 augusti 2015 Henrik Thunes (M).
| Presidium 2022–2026 | Presidium 2022–2026 | Presidium 2022–2026 |
| ------------------- | ------------------- | ------------------- |
| Ordförande          | M                   | Henrik Thunes       |
| 1:e vice ordförande | L                   | Anna Lena Johannson |
| 2:e vice ordförande | S                   | Anton Lindgren      |

#### Lista över kommunstyrelsens ordförande
- Urban Gibson, Liberalerna, 1971–1974[22]
- Carl-Erik Nilsson, Centerpartiet, 1974–1977[22]
- Sven Olle Isidor Persson, Socialdemokraterna, 1977–1980[22]
- Jan-Olov Sundström, Moderaterna, 1980–1987[22]
- Gun Blomberg, Moderaterna, 1987–1998[23]
- Christina Naess, Moderaterna, 1998–2000[23]
- Torbjörn Rosdahl, Moderaterna, 2000–30 november 2010[23]
- Douglas Lithborn, Moderaterna, 30 november 2010–11 juli 2015[23]
- Anna-Lena Johansson, Liberalerna, 11 juli 2015–17 september 2015[24][25]
- Henrik Thunes, Moderaterna, 17 september 2015–[26]

Denna lista hämtas från Wikidata. Informationen kan ändras där.

#### Övriga nämnder
Det finns i kommunen nio nämnder: Kompetens- och arbetsmarknadsnämnden, Kultur- och fritidsnämnden, Miljö- och klimatnämnden, Samhällsbyggnadsnämnden, Socialnämnden, Utbildningsnämnden, Valnämnden samt Vård- och omsorgsnämnden. Överförmyndarnämnden är en gemensam nämnd med andra kommuner.
| Nämnd                                | Ordförande | Ordförande            | 1:e vice ordförande | 1:e vice ordförande       | 2:e vice ordförande | 2:e vice ordförande |
| ------------------------------------ | ---------- | --------------------- | ------------------- | ------------------------- | ------------------- | ------------------- |
| Kompetens- och arbetsmarknadsnämnden | C          | Anna Juhlin           | M                   | Britt-Inger Kajnäs        | S                   | Juwarno Haddad      |
| Kultur- och fritidsnämnden           | KD         | Thomas Nyman          | C                   | Elisabeth Dacey-Fondelius | S                   | Casper Widmark      |
| Miljö- och klimatnämnden             | C          | Jonas Riedel          | M                   | Latifeh Amiri             | S                   | Anne-Marie Leijon   |
| Samhällsbyggnadsnämnden              | L          | Moa Rassmusson        | M                   | Rickard Truedsson         | MP                  | Peter Godlund       |
| Socialnämnden                        | M          | Rebecca Nordin Vainio | C                   | Josefin Silverfur         | S                   | Gunilla Hultman     |
| Utbildningsnämnden                   | M          | Soley Aksöz Lithborn  | L                   | Henrik Thureson           | S                   | Swapna Sharma       |
| Valnämnden                           | M          | Benkt Kullgard        | L                   | Kjell Ericson             | S                   | Siv Gustavsson      |
| Vård- och omsorgsnämnden             | L          | Anna Lena Johansson   | M                   | Veronica Liedberg         | S                   | Britt Stålhandske   |

### Valresultat 2022
| Parti                            | Valdistrikt          | Valdistrikt | Kommun  |
| Parti                            | Starkaste            | Andel       | Andel   |
| -------------------------------- | -------------------- | ----------- | ------- |
| M                                | 94 Norra Edsviken    | 45,04 %     | 29,53 % |
| S                                | 74 Västra Bagarby    | 44,30 %     | 27,68 % |
| SD                               | 13 Rotsunda          | 17,93 %     | 8,62 %  |
| L                                | 94 Norra Edsviken    | 13,03 %     | 8,01 %  |
| C                                | 95 Silverdal         | 12,82 %     | 7,21 %  |
| V                                | 73 Östra Bagarby     | 18,49 %     | 6,13 %  |
| KD                               | 93 Tegelhagen        | 7,81 %      | 5,40 %  |
| MP                               | 90 Södra Edsviken    | 5,87 %      | 4,29 %  |
| SPA                              | 12 Södra Rotebro     | 4,18 %      | 1,96 %  |
| PNy                              | 79 Mellersta Bagarby | 5,60 %      | 0,48 %  |
| Data hämtat från Valmyndigheten. |                      |             |         |

Exklusive uppsamlingsdistrikt. Partier som fått mer än en procent av rösterna i minst ett valdistrikt redovisas.

### Vänorter
- Hvidovre, Danmark
- Saue, Estland
- Tusby, Finland
- Oppegård, Norge

## Ekonomi och infrastruktur

### Näringsliv
En majoritet av de yrkesverksamma som är bosatta inom kommunen dagspendlar ut ur kommunen. Detta kan härledas till kommunens geografiska läge inom Storstockholm. Det lokala näringslivet dominerades i början av 2020-talet av den offentliga förvaltningen, där kommunen själv stod för 3 225 anställda (2022), och av företag inom tjänstesektorn. Nämnvärt är att det 2016 fanns 6 800 aktiva företag varav majoriteten var små företag som verkade inom tjänstesektorn.
Av betydelse är även handeln. År 2022 var Beijer Byggmaterial den största privata arbetsgivaren med 275 anställda.

### Infrastruktur

#### Transporter
Från söder till norr genomkorsas kommunen av E4. I Häggvik avtar länsväg 265 åt nordöst mot Täby kommun och länsväg 262 åt sydöst mot Danderyds kommun. I Rotebro avtar länsväg 267 åt väster mot Järfälla kommun och koppling till E18. Sollentunavägen är en större inomkommunal väg som går i nordsydlig riktning genom större delen av kommunen. Vägen har varit den historiska landsvägen mellan Stockholm och Uppsala.
Genom kommunen går Ostkustbanan i nord-sydlig riktning. Det finns fem pendeltågsstationer, Helenelund, Sollentuna, Häggvik, Norrviken och Rotebro. Byggnation pågår för att dra fram Tvärbanan till Helenelund med planerat färdigställande 2025.

#### Utbildning
I kommunen finns 93 förskolor, nio öppna förskolor och fem specialförskolor.[när?]
I kommunen finns det 35 grundskolor, varav 14 stycken är fristående. Största skolan är Helenelundsskolan som har cirka 780 elever. Rösjöskolan drivs som en kommunalt självstyrande enhet med en egen styrelse bestående av föräldrar och personal.
Sollentuna placerade sig på 15 plats i Sveriges kommuner och landsting (SKL) öppna jämförelse av alla Sveriges grundskolor 2015.
År 2015 fanns en kommunal gymnasieskola, Rudbecksskolan. Det fanns även fem fristående gymnasieskolor: Consensum Vård och Hälsogymnasium, Häggviks gymnasier- och gymnasiesärskola, Mikael Elias Teoretiska gymnasium, NTI-gymnasiet och Yrkesgymnasiet i Sollentuna.

## Befolkning

### Demografi

#### Befolkningsutveckling
Kommunen har 77 704 invånare (31 mars 2025), vilket placerar den på 31:a plats avseende folkmängd bland Sveriges kommuner. 
| Befolkningsutvecklingen i Sollentuna kommun 1810–2020 Källor:Folkmängden i Sveriges kommuner 1950–2001 och , och DDB UMU | Befolkningsutvecklingen i Sollentuna kommun 1810–2020 Källor:Folkmängden i Sveriges kommuner 1950–2001 och , och DDB UMU | Befolkningsutvecklingen i Sollentuna kommun 1810–2020 Källor:Folkmängden i Sveriges kommuner 1950–2001 och , och DDB UMU | Befolkningsutvecklingen i Sollentuna kommun 1810–2020 Källor:Folkmängden i Sveriges kommuner 1950–2001 och , och DDB UMU | Befolkningsutvecklingen i Sollentuna kommun 1810–2020 Källor:Folkmängden i Sveriges kommuner 1950–2001 och , och DDB UMU |
| --- | --- | --- | --- | --- |
| | | | | |
| År | | | Folkmängd | |
| 1810 | 1810 | | 872 | |
| 1850 | 1850 | | 827 | |
| 1900 | 1900 | | 1 290 | |
| 1910 | 1910 | | 2 269 | |
| 1920 | 1920 | | 3 933 | |
| 1930 | 1930 | | 9 221 | |
| 1940 | 1940 | | 13 485 | |
| 1950 | 1950 | | 18 631 | |
| 1960 | 1960 | | 25 145 | |
| 1970 | 1970 | | 37 723 | |
| 1980 | 1980 | | 45 868 | |
| 1990 | 1990 | | 51 377 | |
| 2000 | 2000 | | 58 048 | |
| 2010 | 2010 | | 64 630 | |
| 2020 | 2020 | | 73 990 | |

#### Utländsk bakgrund
Den 31 december 2022 utgjorde antalet invånare med utländsk bakgrund (utrikes födda personer samt inrikes födda med två utrikes födda föräldrar) 28 630, eller 37,55 % av befolkningen (hela befolkningen: 76 237 den 31 december 2022). Den 31 december 2002 utgjorde antalet invånare med utländsk bakgrund enligt samma definition 12 443, eller 21,26 % av befolkningen (hela befolkningen: 58 515 den 31 december 2002).
| Bakgrund den 31 december 2022                             | Antal  | Andel (%) | Varav män | Kvinnor |
| --------------------------------------------------------- | ------ | --------- | --------- | ------- |
| Utrikes födda                                             | 21 759 | 28,54     | 10 971    | 10 788  |
| Inrikes födda med två utrikes födda föräldrar             | 6 871  | 9,01      | 3 495     | 3 376   |
| Inrikes födda med en inrikes och en utrikes född förälder | 7 279  | 9,55      | 3 707     | 3 572   |
| Inrikes födda med två inrikes födda föräldrar             | 40 328 | 52,90     | 20 286    | 20 042  |

#### Invånare efter de vanligaste födelseländerna
Följande länder är de 10 vanligaste födelseländerna för befolkningen i Sollentuna kommun.
| Nr | Födelseland | Antal  | Andel (%) | Andel i hela riket |
| -- | ----------- | ------ | --------- | ------------------ |
| 1  | Sverige     | 54 478 | 71,46     | 79,61              |
| 2  | Iran        | 2 030  | 2,66      | 0,81               |
| 3  | Indien      | 1 604  | 2,10      | 0,51               |
| 4  | Irak        | 1 190  | 1,56      | 1,40               |
| 5  | Finland     | 1 026  | 1,35      | 1,26               |
| 6  | Kina        | 1 006  | 1,32      | 0,37               |
| 7  | Syrien      | 996    | 1,31      | 1,88               |
| 8  | Chile       | 777    | 1,02      | 0,26               |
| 9  | Turkiet     | 640    | 0,84      | 0,53               |
| 10 | Polen       | 637    | 0,84      | 0,94               |

## Kultur

### Kulturarv

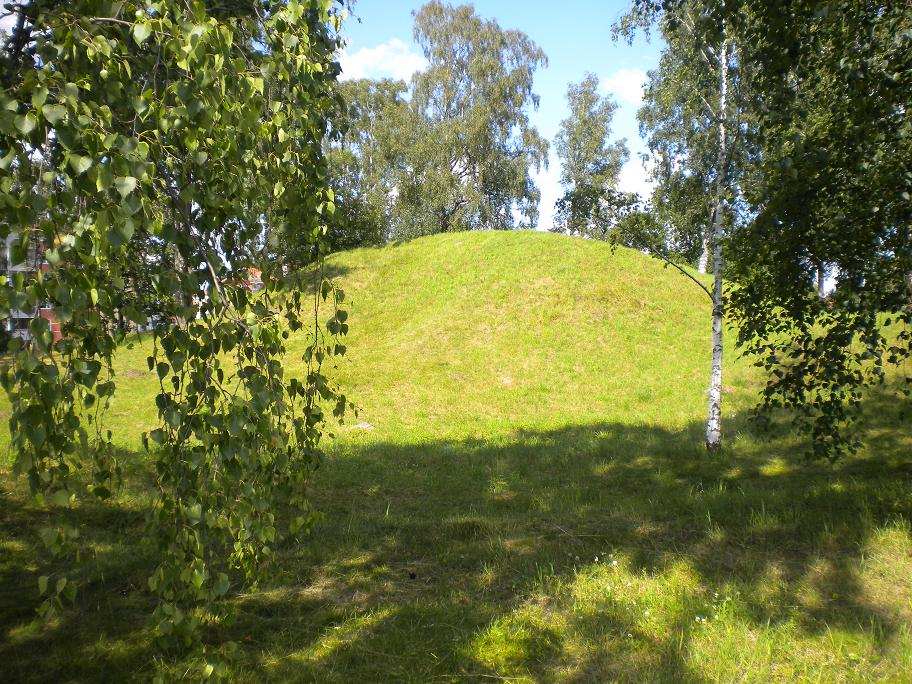
Kung Agnes hög.

De första spåren efter människor är stenyxor som dateras till 3000-talet f.Kr. På 500-talet f.Kr. kom de första permanenta bosättningarna. En så kallad kungshög invid Sollentuna centrum är (utan historiska bevis) skyltad som kung Agnes hög. Edsängens gravfält är ett område med vikingatida gravhögar belägna i Edsberg. Här finns cirka 125 gravar som gör gravfältet till ett av kommunens största.
Vid slutet av 1800-talet var Sollentuna en jordbruksbygd där den största delen av befolkningen på cirka 1 150 invånare ägnade sig åt jord- eller skogsbruk. Bygdens marker och gårdar ägdes till största del av familjen Rudbeck. Samhället förändrades då kommunikationerna förbättras, bland annat genom att dåvarande Norra stambanan (sträckan räknas numera till  Ostkustbanan) byggdes genom Sollentuna. Vid öppnandet av järnvägslinjen Stockholm Uppsala 20 september 1866 får Sollentuna sin första järnvägsstation i Rotebro för att senare samma år få en hållplats även i Tureberg som utvecklas till station år 1900. Även arbetstillfällen förändrades då flera industrier flyttade in i Sollentuna, bland annat en sprängämnesfabrik och en jästfabrik.
Under 1900-talet början styckades de gamla herrgårdarnas mark upp och såldes som villatomter, något som satte fart på villabyggandet. Mellan 1906 och 1910 byggs 114 villor i det nya samhället Norrviken vilket leder till att kommundelen får en hållplats 1907. 1918 köpte AB Upplandshem Edsbergs gods ägor för att stycka dessa och sälja som egnahemstomter. Marken vid Edsviken söder om Tureberg fick namnet Edsviken villastad och området väster om järnvägen får namnet Eriksbergs villastad. I Helenelund öppnades järnvägshållplatsen 1922 medan Häggvik fick vänta till 1932.

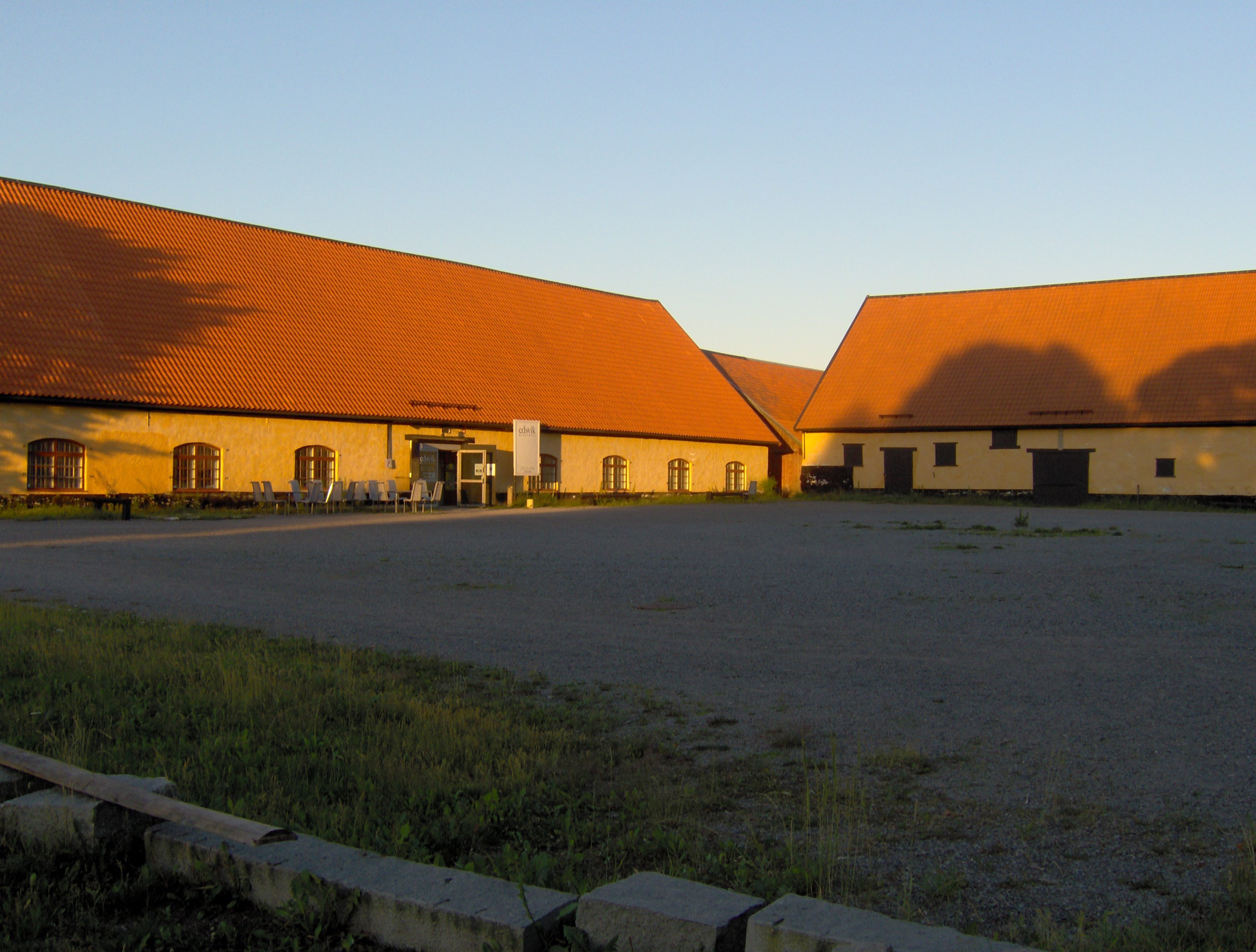
Edsvik konsthall på Edsbergs slott.

På stallbacken som tillhör Edsbergs slott ligger Edsvik konsthall, numera nedlagd. Andra byggnader med gamla anor är:
- Bergendals herrgård, från 1913, numera hotell- och konferensanläggning
- Hersby Hembygdsgård, en gammal gård med mangårdsbyggnad, stall, ladugård och lider
- Landsnora kvarn och såg
- Tunbergsreservoaren – ett vattentorn som ger besökaren 360-graders vy över kommunen, man kan med kikare även se hela vägen till Stockholms stad.
- Överby kvarn, den enda väderkvarnen i kommunen

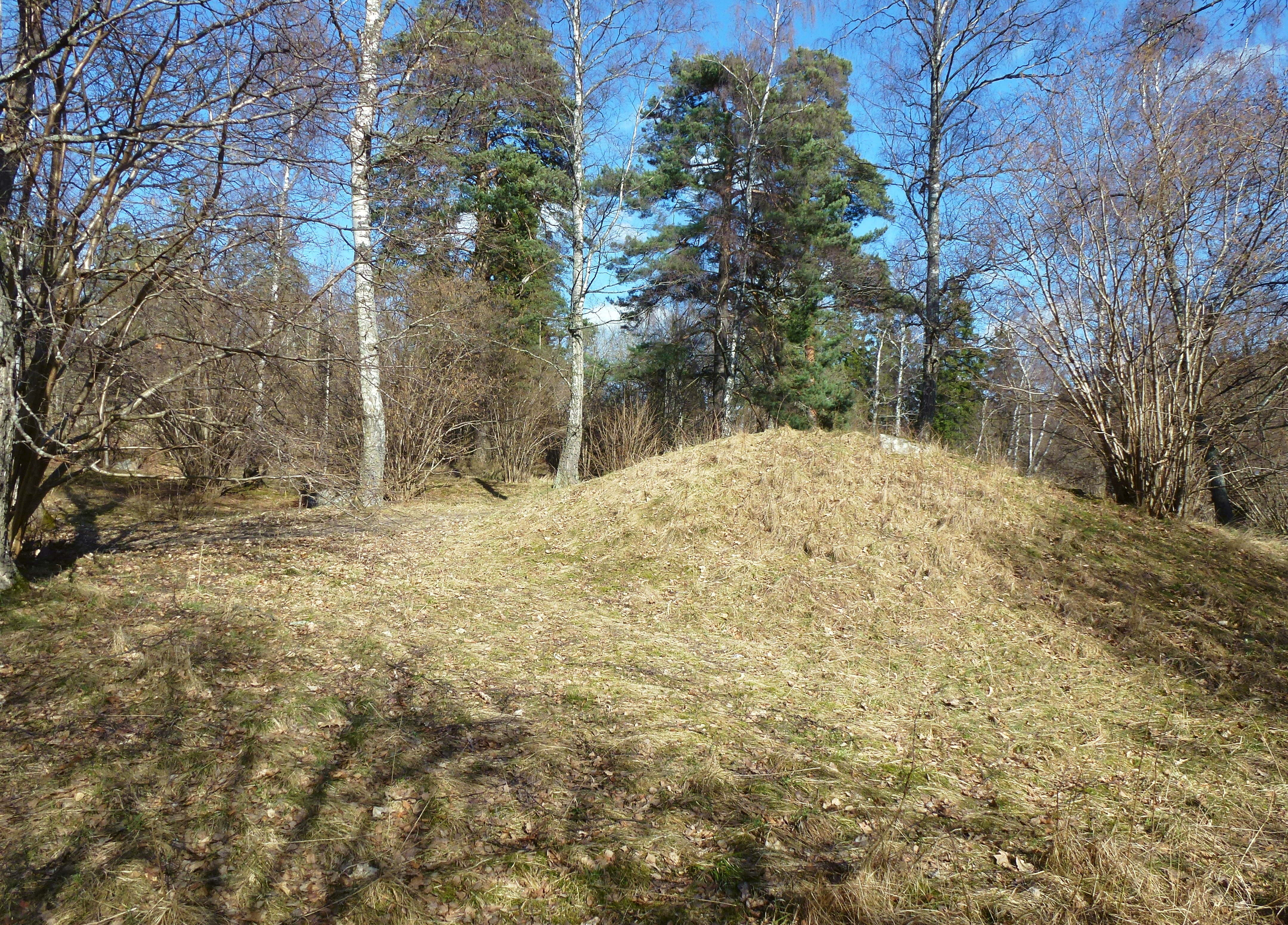
Edsängens gravfält.

Bland andra kulturarv i kommunen kan nämnas: 
- Edsbacka Wärdshus
- Edsängens gravfält
- Jästbolaget
- Knistagravfältet
- Kummelbystenen
- Kung Agnes hög
- Jarlabankesten, Upplands runinskrifter 101 i Södersätra

### Kommunvapen
Blasonering: I blått fält en balk av guld, belagd med tre stolpvis ställda röda vikingaskepp, stående på rullar och försedda med beslaget blått segel, blå drakhuvuden och sju blå sköldar på relingen samt blå vimpel.
Sollentuna kommunvapen innehåller en bild som skall minna om den handelsplats i Sollentuna som skall ha funnits redan före vikingatiden, där skepp drogs med stockar över land till nästa farled. Vapnet fastställdes för dåvarande Sollentuna köping år 1946. Det registrerades av kommunen hos Patent- och registreringsverket 1974.

### Sport
Bland sportklubbar kan nämnas: 
- Attunda Orientering
- Helenelunds IK
- IFK Sollentuna
- Konståkningsklubben Sollentuna KKS
- Rotebro IS FF
- Sollentuna HC – en av Stockholms största ishockeyklubbar
- Sollentuna HK – en av Stockholms tio största handbollsklubbar sett till utövare
- Sollentuna VK, framgångar i volleyboll både för herrar och damer
- Turebergs FK

Bland idrottsplatser kan nämnas: 
- Sollentunavallen
- Edsbergs sportfält
- Norrvikens IP (konstgräs)
- Helenelunds IP (konstgräs)

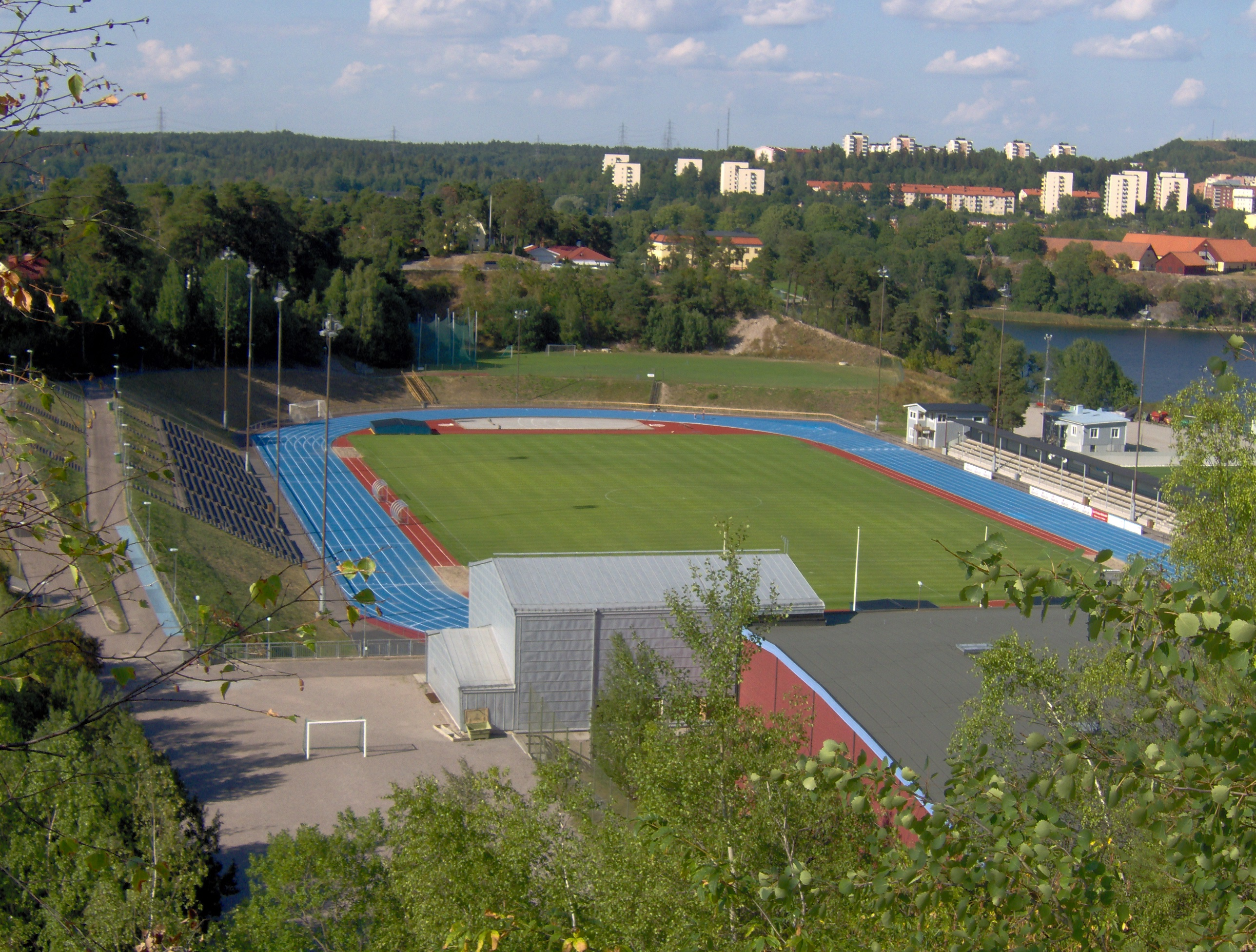
Sollentunavallen.

- Skinnaråsens IP (konstgräs och gräs)

Ovanstående idrottsplatser är de största i kommunen, det är också de enda som har gräsplaner, det finns i övrigt flera mindre idrottsplatser och bollplaner.
I Sollentuna möttes den 28 september 1985 Sveriges herrlandslag i innebandy och Finlands herrlandslag i innebandy i den första innebandylandskampen någonsin i världshistorien. Sverige vann med 15–1.

### Fotnoter
1. ↑  Per Andersson, Sveriges kommunindelning 1863-1993, Draking, 1993, ISBN 978-91-87784-05-7.[källa från Wikidata]
2. ↑  Folkmängd och befolkningsförändringar - Kvartal 1, 2025, SCB, 13 maj 2025, läs online.[källa från Wikidata]
3. 1 2 3  Land- och vattenareal per den 1 januari efter region och arealtyp. År 2012–2019, SCB, 21 februari 2019, läs online.[källa från Wikidata]
4. ↑  Kommuner, lista, Sveriges Kommuner och Regioner, läs online, läst: 19 februari 2019.[källa från Wikidata]
5. ↑  Största offentliga arbetsgivare, Näringslivets ekonomifakta, läs online, läst: 30 oktober 2020.[källa från Wikidata]
6. ↑  Folkmängd 31. 12. 1971 enligt indelningen 1. 1. 1972 (SOS) Del, 1. Kommuner och församlingar, SCB, 1972, ISBN 978-91-38-00209-4, läs online.[källa från Wikidata]
7. ↑  Andersson, Per (1993). Sveriges kommunindelning 1863–1993. Mjölby: Draking. Libris 7766806. ISBN 91-87784-05-X
8. ↑  Elsa Trolle Önnerfors: Domsagohistorik – Sollentuna tingsrätt (del av Riksantikvarieämbetets Tings- och rådhusinventeringen 1996–2007)
9. 1 2 3 4  ”Sollentuna - Uppslagsverk - NE.se”. www.ne.se. https://www.ne.se/uppslagsverk/encyklopedi/l%C3%A5ng/sollentuna. Läst 30 september 2023.
10. ↑  ”Markanvändningen i Sverige efter region och markanvändningsklass. Vart 5:e år 2010 - 2020”. Statistikdatabasen. http://www.statistikdatabasen.scb.se/pxweb/sv/ssd/START__MI__MI0803__MI0803A/MarkanvN/. Läst 12 oktober 2022.
11. ↑  ”Naturreservat”. www.lansstyrelsen.se. https://www.lansstyrelsen.se/stockholm/besoksmal/naturreservat.html?sv.target=12.382c024b1800285d5863a53d&sv.12.382c024b1800285d5863a53d.route=/&searchString=&counties=Stockholm&municipalities=Sollentuna&reserveTypes=Naturreservat&natureTypes=&accessibility=&facilities=&sort=none. Läst 30 september 2023.
12. ↑  ”Östra Järvafältet”. www.lansstyrelsen.se. https://www.lansstyrelsen.se/stockholm/besoksmal/naturreservat/ostra-jarvafaltet.html?sv.target=12.382c024b1800285d5863a89d&sv.12.382c024b1800285d5863a89d.route=/&searchString=&counties=&municipalities=&reserveTypes=&natureTypes=&accessibility=&facilities=&sort=none. Läst 30 september 2023.
13. ↑  
SFS 2015:493, justerad i SFS 2015:698 Förordning om distrikt. Trädde i kraft 1 januari 2016.
14. ↑  ”Befolkningsstatistik”. Sollentuna kommun. 31 december 2020. https://www.sollentuna.se/kommun--politik/kommunfakta/befolkningen-i-sollentuna/. Läst 22 september 2021.
15. ↑  ”Tärtorter 1990”. SCB. sid. 24. https://www.scb.se/contentassets/f6d575f8e59b4985898ecbbb707a2da7/mi0810_1990a01_sm_mi38sm9201.pdf. Läst 15 maj 2024.
16. ↑  ”Befolkningen i tätorter 1960–2010”. Statistiska centralbyrån. Arkiverad från originalet den 14 oktober 2013. https://web.archive.org/web/20131014063857/http://www.scb.se/Statistik/MI/MI0810/2010A01Z/05_Tatorter2010_befolkning_1960_2010.xls. Läst 19 maj 2014.
17. ↑  http://www.postnummerservice.se/adressoekning/?street=&postalcode=&locality=sollentuna&county_code=&submit=&external=0
18. ↑  ”Alliansen återuppstår i Sollentuna”. web.archive.org. 3 november 2018. Arkiverad från originalet den 3 november 2018. https://web.archive.org/web/20181103170913/https://www.stockholmdirekt.se/nyheter/alliansen-ateruppstar-i-sollentuna/reprjo!6uyPAwhT35iOzbPZlAd1mg/. Läst 30 september 2023.
19. ↑  Tomas Stark (18 oktober 2022). ”Nu är nya kommunstyrelsen tillsatt”. www.mitti.se. https://www.mitti.se/nyheter/nu-ar-nya-kommunstyrelsen-tillsatt-6.27.39987.a6c2b4bbea. Läst 30 september 2023.
20. ↑  ”Ledamöter och ersättare i kommunfullmäktige”. www.sollentuna.se. https://www.sollentuna.se/kommun--politik/kommunens-organisation/Kommunfullmaktige/ledamoter-och-ersattare/. Läst 27 november 2022.
21. ↑  ”Ledamöter och ersättare i kommunstyrelsen”. www.sollentuna.se. https://www.sollentuna.se/kommun--politik/kommunens-organisation/Kommunstyrelsen/ledamoter-och-ersattare/. Läst 27 november 2022.
22. 1 2 3 4  hämtat från: svenskspråkiga Wikipedia.[källa från Wikidata]
23. 1 2 3 4  Källangivelsen på Wikidata använder egenskaper (properties) som inte känns igen av Modul:Cite
24. ↑  läs online, www.mynewsdesk.com , läst: 23 februari 2022.[källa från Wikidata]
25. ↑  läs online, www.sollentuna.se , läst: 23 februari 2022.[källa från Wikidata]
26. ↑  Kommunstyrelsen, Sollentuna kommun, läs online, läst: 8 oktober 2017.[källa från Wikidata]
27. ↑  ”Ny nämndorganisation i Sollentuna kommun”. www.sollentuna.se. https://www.sollentuna.se/nyheter--press/nyhet-kommun--politik/ny-namndorganisation-i-sollentuna-kommun/. Läst 20 december 2022.
28. 1 2  ”Din kommun i siffror”. Ekonomifakta. https://www.ekonomifakta.se/Fakta/Regional-statistik/Din-kommun-i-siffror/. Läst 30 september 2023.
29. ↑  ”Näringslivsstrategi för Sollentuna kommun” (PDF). Sollentuna kommun. 15 december 2016. sid. 1. https://www.sollentuna.se/globalassets/kommun-och-politik/sa-styrs-sollentuna/sollentuna-forfattningssamling-sfs/ovriga-regler/naringslivsstrategi.pdf. Läst 30 september 2023.
30. ↑  Tottmar, Mia (15 oktober 2021). ”Tvärbanan nästan en miljard dyrare än beräknat”. Dagens Nyheter. https://www.dn.se/sthlm/tvarbanan-nastan-en-miljard-dyrare-an-beraknat/. Läst 27 oktober 2021.
31. ↑  Sveriges Kommuner och Landsting. Öppna jämförelser – Grundskola 2015. sid. 17. Arkiverad från originalet den 17 november 2015. https://web.archive.org/web/20151117022948/http://webbutik.skl.se/bilder/artiklar/pdf/7585-240-9.pdf?issuusl=ignore. Läst 14 november 2015.
32. ↑  ”Alla gymnasieskolor”. www.sollentuna.se. Arkiverad från originalet den 17 november 2015. https://web.archive.org/web/20151117022631/http://www.sollentuna.se/sv/skola--forskola/gymnasieskola/Alla-gymnasieskolor/. Läst 14 november 2015.
33. ↑  ”Antal personer med utländsk eller svensk bakgrund (fin indelning) efter region, ålder och kön. År 2002 - 2022”. Statistikdatabasen. Statistiska centralbyrån. https://www.statistikdatabasen.scb.se/pxweb/sv/ssd/START__BE__BE0101__BE0101Q/UtlSvBakgFin/. Läst 18 april 2023.
34. ↑  ”Folkmängden efter region, födelseland och kön. År 2000 - 2022”. Statistikdatabasen. Statistiska centralbyrån. https://www.statistikdatabasen.scb.se/pxweb/sv/ssd/START__BE__BE0101__BE0101E/FolkmRegFlandK/. Läst 18 april 2023.
35. ↑  Informationstavla på platsen
36. 1 2  ”Krig och fred i Rotebro”. Sollentunajournalen. Arkiverad från originalet den 19 juni 2018. https://web.archive.org/web/20180619050539/http://www.sollentunajournalen.se/lokalt/journalen/2004/nr1-04/rotebro.htm. Läst 24 november 2012.
37. ↑  ”Norrviken”. Stockholms Länsmuseum. Arkiverad från originalet den 17 mars 2016. https://web.archive.org/web/20160317035835/http://www.stockholmslansmuseum.se/faktabanken/kulturmiljoer-i-kommunerna/visa/0163030019. Läst 24 november 2012.
38. ↑  ”Helenelund”. Stockholms Länsmuseum. Arkiverad från originalet den 22 mars 2016. https://web.archive.org/web/20160322012729/http://www.stockholmslansmuseum.se/faktabanken/kulturmiljoer-i-kommunerna/visa/0163030051/. Läst 24 november 2012.
39. ↑  ”Häggvik”. Stockholms Länsmuseum. Arkiverad från originalet den 18 mars 2016. https://web.archive.org/web/20160318211838/http://www.stockholmslansmuseum.se/faktabanken/kulturmiljoer-i-kommunerna/visa/0163030028/. Läst 24 november 2012.
40. ↑  ”Edsvik konsthall har stängt portarna”. www.stockholmdirekt.se. 20 september 2019. Arkiverad från originalet den 30 september 2019. https://web.archive.org/web/20190930214040/https://www.stockholmdirekt.se/nyheter/edsvik-konsthall-har-stangt-portarna/repsis!k9XHBRQ1fzwD1nUCV3VF2A/. Läst 23 januari 2020.